# Episodi di Doctor Who (serie televisiva 1963) (ventiquattresima stagione)
Questa voce contiene l'elenco dei 14 episodi della ventiquattresima stagione della serie TV Doctor Who, la prima interpretata da Sylvester McCoy nel ruolo del Settimo Dottore. Contrariamente a quanto era successo in passato, Colin Baker, che aveva interpretato il sesto Dottore fino alla stagione precedente, scelse di non comparire nella scena della rigenerazione a causa di dissapori con la produzione; McCoy interpretò quindi ambedue le incarnazioni del Dottore nella scena iniziale della stagione.
Gli episodi di questa stagione sono andati in onda nel Regno Unito dal 7 settembre al 7 dicembre 1987 e sono del tutto inediti in Italia. Come per tutte le stagioni della serie classica, gli episodi vengono suddivisi in "macrostorie" (in inglese, serial) con una propria continuità narrativa e un proprio titolo, qui indicato nella colonna "Titolo serial" della tabella.
| nº | Titolo originale            | Titolo italiano | Prima TV UK       | Prima TV Italia | Titolo serial           |
| -- | --------------------------- | --------------- | ----------------- | --------------- | ----------------------- |
| 1  | Time and the Rani I         |                 | 7 settembre 1987  |                 | Time and the Rani       |
| 2  | Time and the Rani II        |                 | 14 settembre 1987 |                 | Time and the Rani       |
| 3  | Time and the Rani III       |                 | 21 settembre 1987 |                 | Time and the Rani       |
| 4  | Time and the Rani IV        |                 | 28 settembre 1987 |                 | Time and the Rani       |
| 5  | Paradise Towers I           |                 | 5 ottobre 1987    |                 | Paradise Towers         |
| 6  | Paradise Towers II          |                 | 12 ottobre 1987   |                 | Paradise Towers         |
| 7  | Paradise Towers III         |                 | 19 ottobre 1987   |                 | Paradise Towers         |
| 8  | Paradise Towers IV          |                 | 26 ottobre 1987   |                 | Paradise Towers         |
| 9  | Delta and the Bannermen I   |                 | 2 novembre 1987   |                 | Delta and the Bannermen |
| 10 | Delta and the Bannermen II  |                 | 9 novembre 1987   |                 | Delta and the Bannermen |
| 11 | Delta and the Bannermen III |                 | 16 novembre 1987  |                 | Delta and the Bannermen |
| 12 | Dragonfire I                |                 | 23 novembre 1987  |                 | Dragonfire              |
| 13 | Dragonfire II               |                 | 30 novembre 1987  |                 | Dragonfire              |
| 14 | Dragonfire III              |                 | 7 dicembre 1987   |                 | Dragonfire              |

## Time and the Rani
- Diretto da: Andrew Morgan
- Scritto da: Pip & Jane Baker
- Dottore: Sesto Dottore (Colin Baker), Settimo Dottore (Sylvester McCoy)
- Compagni di viaggio: Mel Bush (Bonnie Langford)

### Trama
La Rani attira il TARDIS a Lakertya, dove richiede l'aiuto del Dottore per completare un dispositivo che attingerà all'intelligenza dei più grandi geni della storia per aiutarla a rimodellare l'universo secondo il suo disegno. A tal fine, droga il Dottore appena rigenerato e si maschera da Mel per ottenere la sua fiducia. La vera Mel, tuttavia, si allea con i nativi Lakertyani, che hanno sofferto sotto il dominio di Rani e dei suoi Tetrap simili a pipistrelli. Spetta a Mel spingere i Lakertyani alla ribellione e liberare il Dottore dalle grinfie di Rani.
- Guest star: Kate O' Mara (La Rani), Mark Greenstreet (Ikona)
- Note: all'inizio della prima parte del serial si vede la rigenerazione, con il passaggio dal sesto al settimo dottore.

## Paradise Towers
- Diretto da: Nicholas Mallett
- Scritto da: Stephen Wyatt
- Dottore: Settimo Dottore (Sylvester McCoy)
- Compagni di viaggio: Mel Bush (Bonnie Langford)

### Trama
Il Dottore e Mel si recano in vacanza alle Paradise Towers, ma scoprono che il famoso complesso residenziale è ormai in rovina. Tempo prima, tutti gli adulti se ne andarono a combattere una guerra e non tornarono mai più. Sono rimasti solo le Kang, bande di ragazze selvagge adolescenti; le Rezzie, vecchie donne cannibali; i Custodi, che apparentemente badano alle Torri; e Pex, che era troppo spaventato per andare in guerra. Ma in agguato c'è anche Kroagnon, l'architetto di Paradise Towers, che ha preso possesso mentale del Capo Custode e dei robot pulitori nel tentativo di liberare per sempre la sua creazione dalla presenza della vita umana.

## Delta and the Bannermen
- Diretto da: Chris Clough
- Scritto da: Malcolm Kohll
- Dottore: Settimo Dottore (Sylvester McCoy)
- Compagni di viaggio: Mel Bush (Bonnie Langford)

### Trama
Il Dottore e Mel vincono un viaggio-vacanza su un autobus che viaggia nel tempo e giungono in un campo estivo negli anni cinquanta. A bordo dell'autobus insieme a loro c'è anche Delta, l'ultimo sopravvissuto della razza dei Chimeron, ricercato ufficialmente dagli spietati Bannermen e dal loro brutale leader, Gavrok. Quando un mercenario sul bus informa Gavrok della presenza di Delta, è compito del Dottore e Mel di fermare gli assassini e trovare un modo per donare ai Chimeron una nuova possibilità di vita.

## Dragonfire
- Diretto da: Chris Clough
- Scritto da: Ian Briggs
- Dottore: Settimo Dottore (Sylvester McCoy)
- Compagni di viaggio: Mel Bush (Bonnie Langford), Ace (Sophie Aldred)

### Trama
Il TARDIS atterra su Iceworld, un enorme centro commerciale sul pianeta Svartos. Lì, il Dottore e Mel incontrano una ragazza di nome Ace, una cameriera adolescente originaria della Terra, e il loro vecchio amico Sabalom Glitz. Glitz sta cercando il tesoro del leggendario drago che dovrebbe dimorare sotto Iceworld. Ma quando il Dottore si unisce a Glitz nella sua ricerca, scopre più di quanto si aspettasse, scoprendo il millenario segreto di Kane, il sovrano assassino di Iceworld.